# Наборный
Наборный — посёлок в Орловском районе Орловской области России. На уровне муниципального устройства входит в состав Орловского муниципального округа. До 2021 года входила в состав Станово-Колодезьского сельского поселения.

## География
Посёлок находится в центральной части Орловской области, в лесостепной зоне, в пределах центральной части Среднерусской возвышенности, на расстоянии примерно 19 километров (по прямой) к юго-востоку от города Орла, административного центра района и области. Абсолютная высота — 235 метров над уровнем моря.

### Климат
Климат умеренно континентальный, с умеренно холодной зимой и тёплым летом. Средняя многолетняя температура самого холодного месяца (января) составляет −9,2 °С (абсолютный минимум — −39 °C), средняя температура самого тёплого (июля) — 18,8 °С (абсолютный максимум — 38 °C). Безморозный период длится около 140—150 дней. Среднегодовое количество осадков составляет 515 мм, из которых большая часть (360 мм) выпадает в тёплый период. Устойчивый снежный покров сохраняется в течение 120 −130 дней.

### Часовой пояс
Посёлок Наборный, как и вся Орловская область, находится в часовой зоне МСК (московское время). Смещение применяемого времени относительно UTC составляет +3:00.

## Население
| 2010 |
| ---- |
| 14   |

### Национальный состав
Согласно результатам переписи 2002 года, в национальной структуре населения русские составляли 100 % из 16 чел.